# Meilenstein (Porst)

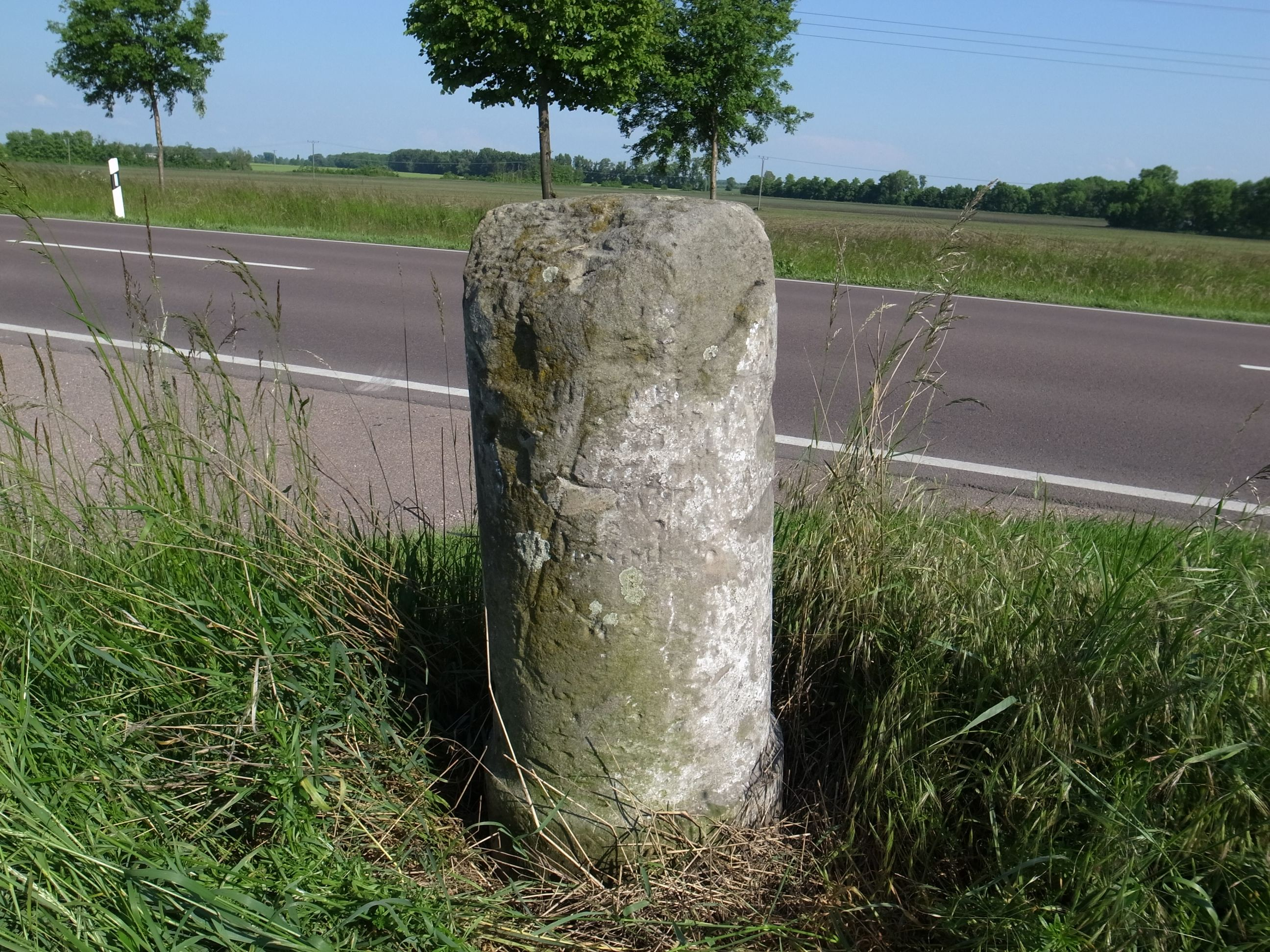
Anhaltischer Ganzmeilenstein bei Porst

Der Meilenstein bei Porst ist ein anhaltischer Ganzmeilenstein in der Stadt Köthen im Landkreis Anhalt-Bitterfeld in Sachsen-Anhalt. Der mit Fuß knapp 90 Zentimeter hohe Distanzstein steht unter Denkmalschutz und trägt im Denkmalverzeichnis, wo er als Baudenkmal registriert ist, die Erfassungsnummer 094 70913.
Das Kleindenkmal befindet sich auf halber Strecke zwischen Köthen und Porst an der nördlichen Straßenseite und ist ein für Anhalt typischer Rundsockelstein. Er befindet sich an dem wichtigsten Ost-West-Verkehrsweg Anhalts, der die Hauptstadt Dessau mit den Städten Köthen, Bernburg und Aschersleben verband, der späteren Bundesstraße 185. Die Teilstrecke von Dessau nach Köthen galt noch um 1800 als besonders schlecht, da sich hier tiefe Rillen in der Kies-Chaussee bildeten und man zudem die Seitengräben verfallen ließ.
Wann dieser Zustand verbessert und wann hier Meilensteine gesetzt wurden, konnte bisher nicht exakt ermittelt werden. Allerdings stammt das Chausseehaus in Porst aus dem Jahr 1822, also aus einer Zeit, in der auch in Preußen zahlreiche Chausseebauten in der näheren Umgebung ausgeführt wurden. Erstmals belegen lassen sich anhaltische Meilensteine hingegen erst 1853. Später, vermutlich nach dem Jahr 1874, dem Jahr der endgültigen Umstellung von Meile auf Kilometer, wurde der Meilenstein zum Kilometerstein umfunktioniert. Daher trägt er die Inschrift „II Meilen von Dessau 15 km“, die aber stark verwittert ist. Er weist auch einige Beschädigungen an der Oberseite auf.
Der nächstfolgende Meilenstein entlang der Chaussee stand in der Schalaunischen Straße in Köthen, nahe dem Gasthof Zum Bären. Der übernächste Meilenstein hat sich in Kleinpaschleben erhalten. Diese unregelmäßigen Entfernungen deuten ebenfalls auf eine Versetzung im Kilometersystem.